# Собор Святых Владимира и Ольги (Чикаго)
Собор Святых Владимира и Ольги (англ. Sts. Volodymyr and Olha Ukrainian Catholic Church, укр. Собор Свв. Володимира та Ольги) — собор Украинской грекокатолической церкви, расположенный в районе «Украинская Деревня» в Чикаго. Один из главных храмов Чикагской епархии УГКЦ.

## История
Церковь Святых Владимира и Ольги, украшенная золотыми куполами и мозаикой над входом, изображающим христианизацию Украины, является частицей Украины и украинской культуры на американской земле.
Приход Святых Владимира и Ольги с самого начала своего основания был религиозным бастионом украинской общины в Соединенных Штатах. Церковь является одной из достопримечательностей «Украинской Деревни», исторического района в северо-западной части Чикаго.
Украинский католический приход Святых Владимира и Ольги приход в Чикаго был основан в 1968 году Патриархом Иосифом Слипым и епископом Чикагской епархии Ярославом Габро. Среди причин создания отдельного прихода было стремление сохранить и придерживаться традиций Украинской грекокатолической церкви.
Строительство новой церкви было завершено в период между 1971 и 1973 годами. Архитектор Ярослав Корсунский из Миннеаполиса разработал архитектурный стиль церкви, используя византийско-украинский стиль XI-XIII века в Украине. Церкви подобного стиля традиционно крестообразны, с алтарем, обращенным к Востоку. Круглый золотой купол наряду с преобладанием круговых узоров - избегая почти всех элементов углового дизайна - также характерен для этого стиля.
Патриарх Иосиф Слипый участвовал во всех значительных событиях развития прихода. Помимо основания прихода, патриарх Иосиф освятил краеугольный камень церкви, а в 1973 году была освящена новопостроенная церковь.

## Украинский культурный центр
Украинский культурный центр при приходе святых Владимира и Ольги был основан для удовлетворения культурных потребностей церковного сообщества, а также будущих поколений американских украинцев. Строительство этого комплекса было завершено в 1988 году.  В 1989 году рядом с Украинским культурным центром, в память о тысячелетии христианства в Украине, была установлена памятная статуя Святых Владимира и Ольги.
Культурный центр используется различными организациями, в частности ассоциацией художников, научными организациями, профессиональными и национальными группами. Наиболее заметными из них являются «Хромовиця», «Украинская школа танца», «Украинский католический университет», представители «Украинского комитета Конгресса Америки». Принимают участие в деятельности центра также научные организации, такие как «Украинская энциклопедия», «Украинская медицина» и другие. В Культурном центре для украинской диаспоры регулярно проводятся различные встречи и мероприятия.

## Галерея

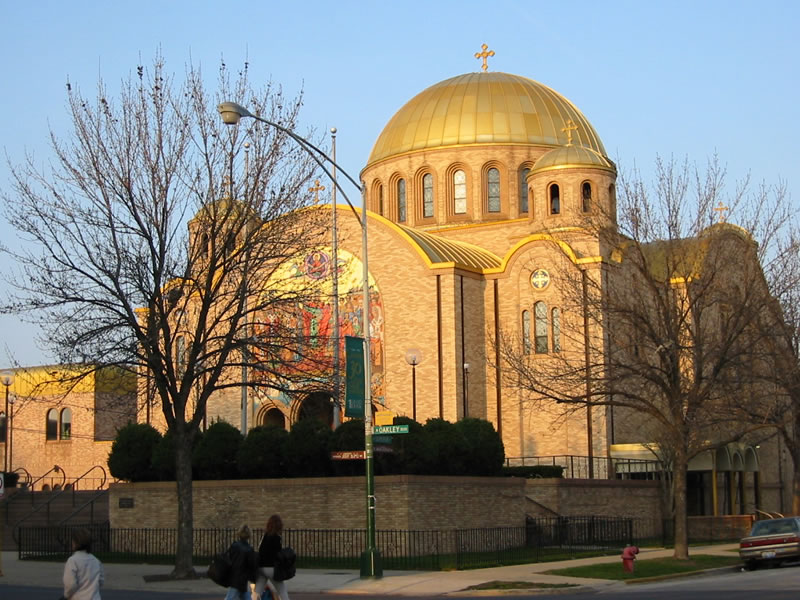
Общий вид собора Святых Владимира и Ольги
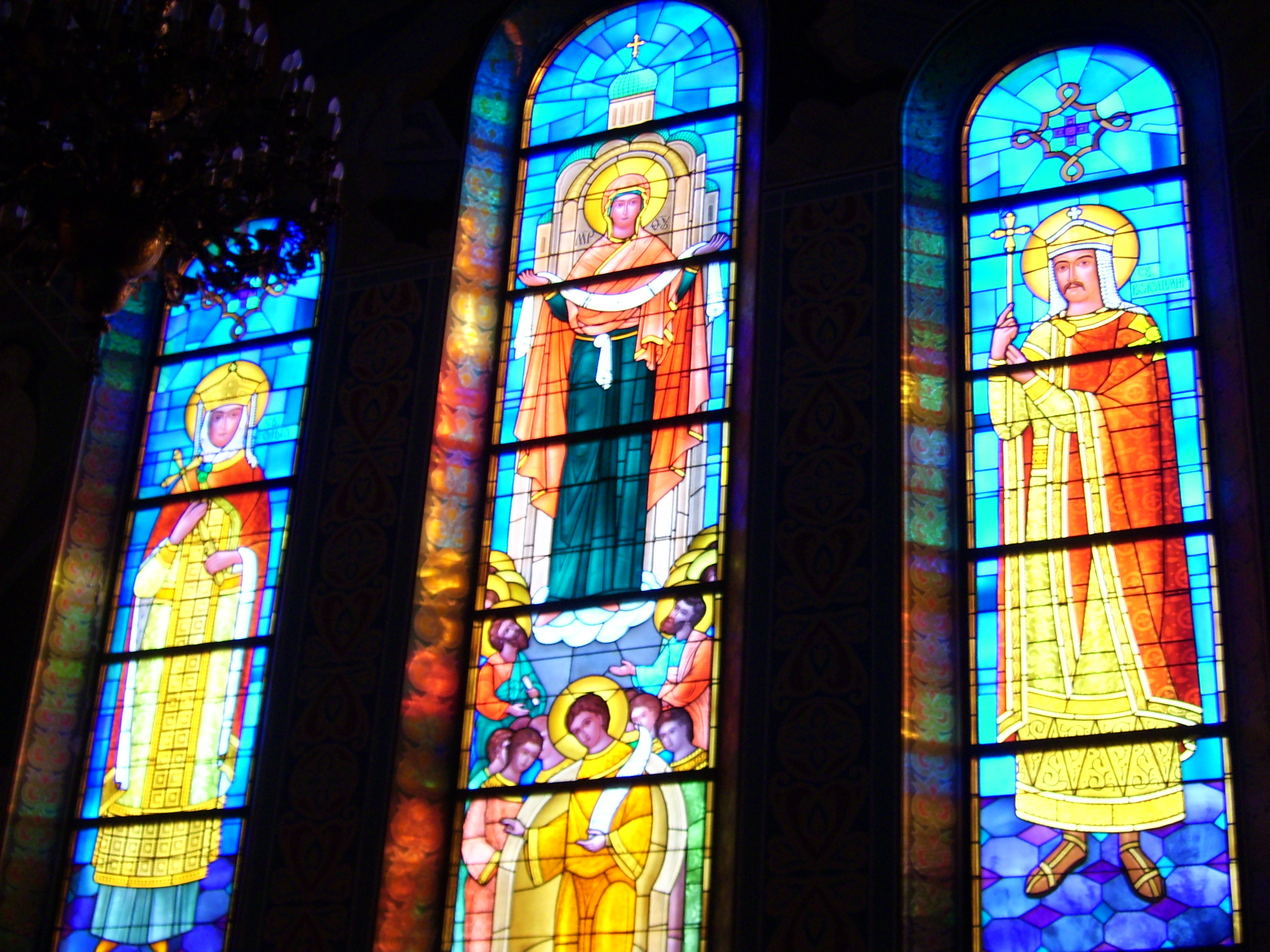
Витражи собора
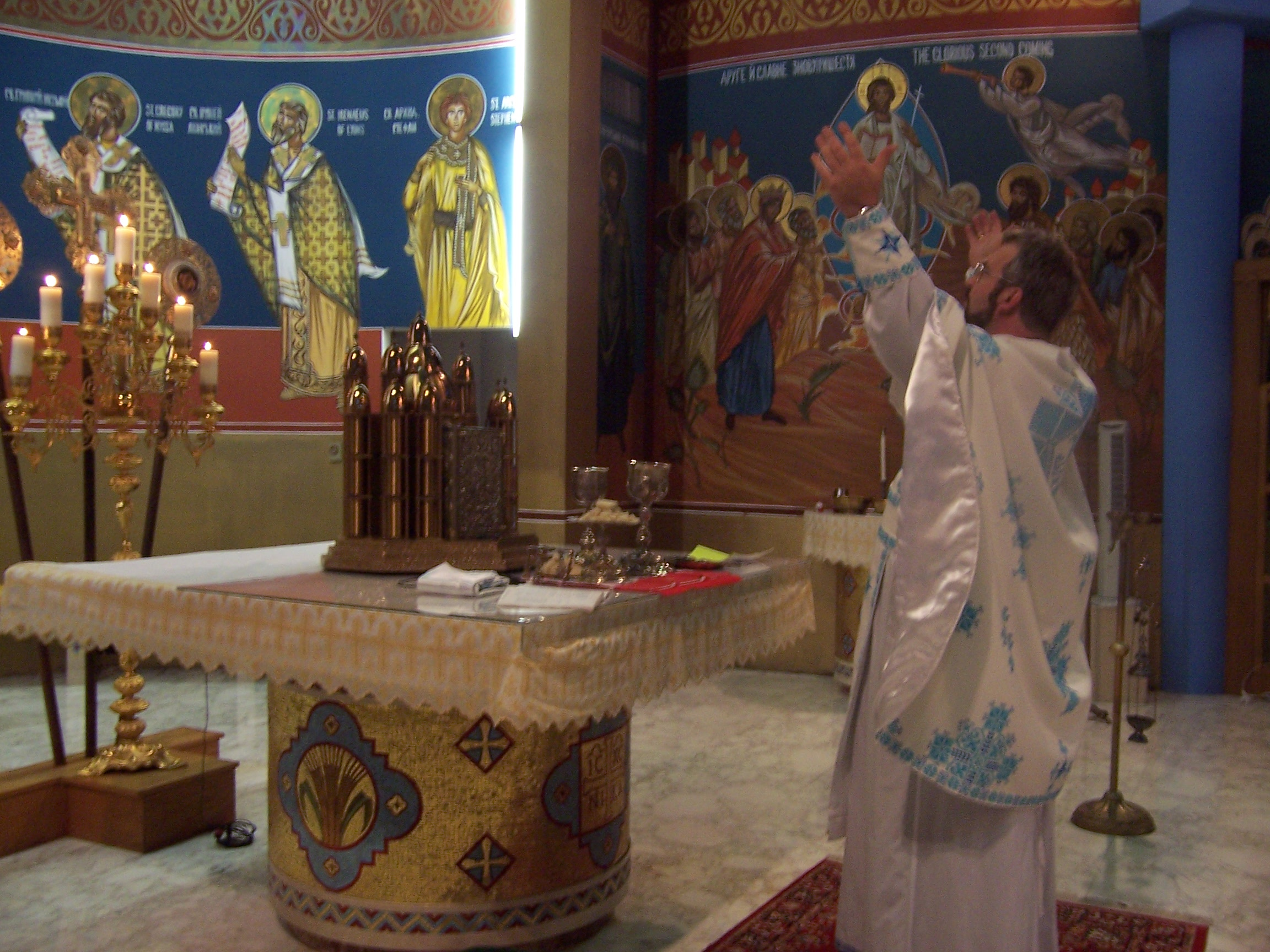
Алтарь собора